# Kellogg Company
La Kellogg Company(NYSE K) (anomenada Kellogg® o Kellogg's®) és una companyia multinacional agroalimentària nord-americana. Elabora principalment aliments per a l'esmorzar, cereals i galetes. Té la seu central en Battle Creek (Michigan), als Estats Units. Kellogg's® va ser fundada el 1906 per Will Keith Kellogg, qui es va basar en l'alimentació dels Adventistes del Setè Dia, religió que ell mateix practicava, el seu objectiu va ser de millorar la salut dels pacients del centre en el qual treballava. El resultat va ser tan bo que les comandes no es van fer esperar, i poc temps després es van disparar en nombre.
Els corn flakes de Kellogg van arribar al mercat peninsular a principis de la dècada de 1930, acompanyats d'una campanya publicitària que presentava el producte com a alimento mental, tan exquisitamente tostado que no embota los sentidos como los alimentos calientes y pesados. A Catalunya eren distribuïts per l'empresa alimentària Santiveri, però la Guerra Civil els va fer desaparèixer.
Avui, és la companyia líder al costat de Nestlé al sector de cereals per a l'esmorzar a nivell mundial.

## Història
Convençut de la importància dels aliments de l'esmorzar, el metge John Harvey Kellogg va inventar flocs de blat de moro en 1894. Són els grans de blat al vapor passats entre dos corrons per aconseguir "pètals d'or. Quatre anys més tard, el seu germà Will Keith repeteix el procés en grans de blat de moro i s'introdueix la malta de la recepta. A continuació, crea el torrat Corn Flakes (flocs de blat de moro torrat ").
Els dos germans copsaren ràpidament la importància de la comunicació i crearen a continuació logotip de Kellogg's; es va mantenir sense canvis des que es col·locà a la sortida de publicitat del cartell per primera vegada el 1900; a l'anunci apareix una dona jove amb blat de moro. El logotip està inspirat en la signatura posada per Will Keith de forma sistemàtica, en tots els paquets, com una marca de qualitat. Va estar acompanyat pel lema L'original té aquesta signatura: W. K. Kellogg.